# Giambattista Rubini
Giambattista Rubini (né en 1642 à Venise, alors dans la république de Venise et mort le 17 février 1707 à Rome) est un cardinal italien du XVIIe siècle et du début du XVIIIe siècle. Il est un neveu du pape Alexandre VIII par sa mère.

## Biographie
Giambattista Rubini est chanoine à Padoue, référendaire au tribunal suprême de la Signature apostolique et gouverneur de plusieurs villes des États pontificaux. Il est élu évêque de Vicence en 1684. D'octobre 1689 jusqu'en février 1691, il est nommé secrétaire d'État du Vatican.
Le pape Alexandre VIII le crée cardinal lors du consistoire du 13 février 1690. Il est légat à Urbino et résigne le gouvernement de son diocèse. Entre 1703 et 1704, il est camerlingue du Sacré Collège.
Il participe au conclave de 1691, lors duquel Innocent XII est élu et à celui de 1700 (élection de Clément XI).

## Succession apostolique
Giambattista Rubini a ordonné les évêques suivants :
- Patriarche Petrus Draghi Bartoli (en) (1690)
- Évêque Marcantonio Agazzi (it) (1692)
- Évêque Marco Giustiniani (en) (1692)
- Cardinal Giorgio Cornaro (1692)
- Évêque Filippo Del Torre (1702)
- Évêque Sebastiano Venieri (1702)
- Évêque Faustino Giuseppe Griffoni (it) (1702)
- Archevêque Augusto Antonio Zacco (it) (1706)